# 蓝耳草
蓝耳草（学名：Cyanotis vaga）是鸭跖草科蓝耳草属的植物。分布在越南、柬埔寨、台湾岛、老挝、印度、尼泊尔以及中国大陆的四川、西藏、云南、广东、海南、贵州、香港等地，生长于海拔200米至3,300米的地区，常生长在疏林下或山坡草地，目前尚未由人工引种栽培。

## 别名
土贝母（四川会东），苦籽（四川米易）

## 异名
- Commelina vaga (Lour.) Roem et Schutl.